# Convento de Santa Catalina de Siena de Valladolid (Michoacán)
El convento de Santa Catalina de Siena de Valladolid (hoy Morelia) es una comunidad conventual femenina, la primera de su género en esta ciudad, perteneciente a la Orden de Predicadores. Son conocidas generalmente como "dominicas" y localmente como "catarinas". Fue fundado en 1595 en tiempos del obispo fray Alonso Guerra, O.P., con el apoyo de donaciones de personalidades y grandes propietarios de la ciudad. El primer edificio se hallaba en el predio actualmente ocupado por el Conservatorio de las Rosas. Las iniciadoras fueron cuatro monjas provenientes del convento de la misma orden en Puebla de los Ángeles. 
A principios del siglo XVIII el conjunto conventual estaba muy deteriorado y la comunidad había crecido, lo cual llevó al obispo Juan José de Escalona y Calatayud a construir un nuevo edificio en la Calle Real de la ciudad. En 1738 se llevó a cabo el traslado de las religiosas en una procesión solemne, con asistencia de las autoridades eclesiásticas, los ministros de las principales órdenes religiosas, el cabildo, notables de la ciudad y gran suma de público. El acontecimiento quedó inmortalizado en la pintura “El traslado de las monjas”, una de los más notables ejemplos de arte del periodo.
El antiguo edificio fue dedicado desde 1743 al Colegio de Niñas de Santa Rosa María y es sede hoy día del Conservatorio de las Rosas.

#### Vida conventual
El convento se regía por las reglas de su orden, que mandaban clausura, castidad, obediencia y pobreza, pero seguía el régimen menos estricto que era común en la mayoría de los conventos de monjas de la época. Recibía novicias españolas que debían presentar una información de limpieza de sangre y pagar una cuantiosa dote para su ingreso. Las familias de algunas religiosas adquirían para ellas una celda particular, de modo que no necesitaban vivir en los espacios comunes, y podían tener sirvientas que entraban y salían del  convento. Había asimismo “donadas”, mujeres que sin tomar los votos, llevaban una vida similar a las ordenadas.
El convento también recibía niñas en régimen de internado, que recibían la educación considerada adecuada en la época, esto es primeras letras, labores manuales y formación cristiana.
Las monjas ocupaban el día en rezar el oficio divino y el rosario en el coro, escuchar lecturas piadosas, realizar labores, atender a ceremonias como tomas de velo y, en algunos casos, educar a las niñas. Podían recibir visitas de familiares o confesores en el locutorio, bajo la vigilancia de sus superioras. 
Las religiosas de voto perpetuo participaban en las reuniones en la sala capitular, donde se exponían los asuntos de la comunidad, bajo la dirección de la priora. Vestían el hábito blanco, amplio y sin adornos propio de su orden. La toca era asimismo blanca; en el caso de las profesas, llevaban un velo negro.
 El convento llegó a acumular un respetable patrimonio en capitales puestos a préstamo, propiedades rurales y fincas urbanas. Era administrado por un laico mayordomo, que generalmente era una personalidad local de prestigio. 
El convento vallisoletano dio origen a la fundación del convento de Nuestra Señora de la Salud, en Pátzcuaro, en 1747.

###### El convento en los siglosXIXyXX
La aplicación laxa de la regla atrajo a mediados del siglo XVIII muchas críticas de los obispos. En 1771 el Cuarto Concilio Provincial Mexicano ordenó que las monjas siguieran la “vida común" y que fuesen expulsadas todas las seglares de los conventos.
Los gobiernos liberales del México independiente fueron contrarios a los conventos, como opuestos a la libertad individual. Como consecuencias de las Leyes de Reforma las monjas fueron exclaustradas el 31 de marzo de 1863, y el edificio fue empleado como cuartel; pero lograron regresar en noviembre del mismo año. 
En 1867 fueron nuevamente expulsadas. La ley preveía que volvieran con sus familias, pero muchas se mantuvieron reunidas en casas particulares. En 1878, bajo el régimen de Porfirio Díaz pudieron retomar hasta cierto punto su vida conventual y en 1883 reabrieron el noviciado. Sin embargo en 1926, en el contexto de la Revolución mexicana, sufrieron una nueva exclaustración y tuvieron que volver a congregarse en casas particulares.
En 1952 reconstruyeron su convento gracias a una donación, y en 1966 se establecieron en su actual sitio, en la colonia Vista Bella de Morelia.
El convento moreliano actual dio lugar a otras fundaciones, en Xilitla, S.L.P (1972), Tampico, Tamps. (1976) y Mina, N.L. (2009).